# Antipodogomphus
Antipodogomphus is een geslacht van libellen (Odonata) uit de familie van de rombouten (Gomphidae).

## Soorten
Antipodogomphus omvat 6 soorten:
- Antipodogomphus acolythus (Martin, 1901)
- Antipodogomphus dentosus Watson, 1991
- Antipodogomphus edentulus Watson, 1991
- Antipodogomphus hodgkini Watson, 1969
- Antipodogomphus neophytus Fraser, 1958
- Antipodogomphus proselythus (Martin, 1901)